# After Hours (filme)
After Hours (br: Depois de Horas / pt: Nova Iorque Fora de Horas) é um filme estadunidense de comédia lançado em 1985, dirigido por Martin Scorsese e escrito por Joseph Minion.
O filme é estrelado por Rosanna Arquette e Griffin Dunne, que voltariam a trabalhar juntos em 1988, no filme Le Grand Bleu, de Luc Besson.

## Resumo
Uma comédia de humor-negro, em que Dunne, empregado de escritório, ao ir para o seu encontro com uma linda loura, vê-se envolvido numa série de bizarras aventuras: seu último dinheiro voa da janela de um táxi, os trocos que têm não lhe chegam para o metro, a rapariga com quem se ia encontrar suicida-se e uma intelectual feminista toma-o por um ladrão e segue-o num camião de transporte de gelo.

## Elenco
- Griffin Dunne como Paul Hackett
- Rosanna Arquette como Marcy Franklin
- Teri Garr como Julie
- John Heard como Tom Schorr
- Catherine O'Hara como Gail
- Linda Fiorentino como Kiki Bridges
- Verna Bloom como June
- Tommy Chong como Pepe
- Cheech Marin como Neil
- Will Patton como Horst
- Clarence Felder como Club Berlin bouncer
- Dick Miller como Pete, diner waiter
- Bronson Pinchot como Lloyd
- Martin Scorsese como Club Berlin searchlight operator
- Victor Argo como Diner Cashier
- Larry Block como Taxi Driver
- Rocco Sisto como Coffee Shop Cashier

## Prêmios e indicações

### Prêmios
Festival de Cannes
- Melhor diretor: Martin Scorsese - 1986

 Independent Spirit
- Melhor filme: 1985
- Melhor diretor: Martin Scorsese - 1985

### Indicações
Festival de Cannes
- Palma de Ouro (melhor filme): 1986

 César
- Melhor filme estrangeiro: 1987

 Golden Globe
- Melhor ator - comédia ou musical: Griffin Dunne - 1986

 BAFTA
- Melhor atriz coadjuvante: Rosanna Arquette - 1987

 Independent Spirit
- Melhor atriz: Rosanna Arquette - 1986